# Сандік Борис Мотлійович
Борис Мотлійович Сандік (нар. 17 вересня 1934) — український будівельник, почесний громадянин Херсона.

## Біографія
Народився 17 вересня 1934 року. Працювати почав з 1958 року майстром, потім працював виконробом, головним інженером, начальником будівельного управління. Понад 17 років працював головним інженером комбінату «Херсонпромбуд», а з 1992 року — генеральний директор проектно-будівельної фірми «Херсонбуд». 

## Об'єкти будівництва
З його участю і під особистим керівництвом збудовані і реконструйовані:
- великі підприємства:
  - бавовняний комбінат;
  - нафтопереробний завод;
  - комбайновий завод імені Г. І. Петровського;
  - суднобудівний завод;
  - теплично-овочевий комбінат;
- багато житлових будинків, шкіл, дитячих дошкільних закладів в місті Херсоні[1].

## Відзнаки
- нагороджений орденами «Знак Пошани» та Трудового Червоного Прапора, медаллю «За доблесну працю».
- почесний громадянин Херсона (рішення сесії Херсонської міської ради народних депутатів XXII скликання № 17 27 вересня 1994 року)[1].